# País d'Uz
Uz fou un districte de l'Àsia occidental del qual era originari el profeta Job. No es pot identificar però es pensa que podria estar entre Edom i Caldea. Els seus habitants podrien ser el poble que Claudi Ptolemeu esmenta com Ausitais o Aisitais, a l'oest de Babilònia. Al Gènesi el nom d'Uz es dona al fill d'Aram el que podria indicar que Uz era al nord de Mesopotàmia.